# 16-я гвардейская бомбардировочная авиационная дивизия
16-я гвардейская бомбардировочная авиационная Сталинградская дивизия (16-я гв. бад) — гвардейское авиационное формирование (соединение, авиационная дивизия) Военно-Воздушных сил (ВВС) РККА Вооружённых Сил Союза ССР, принимавшее участие в боевых действиях Великой Отечественной войны.

## История наименований дивизии
- 6-я гвардейская авиационная дивизия дальнего действия;
- 6-я гвардейская авиационная Сталинградская дивизия дальнего действия;
- 16-я гвардейская бомбардировочная авиационная Сталинградская дивизия.

## История и боевой путь дивизии

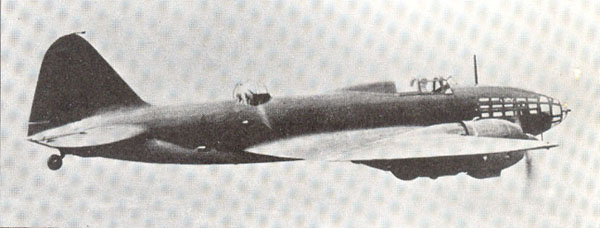
Самолёт Ил-4, состоящий на вооружении 6-го и 17-го гвардейских полков дивизии.

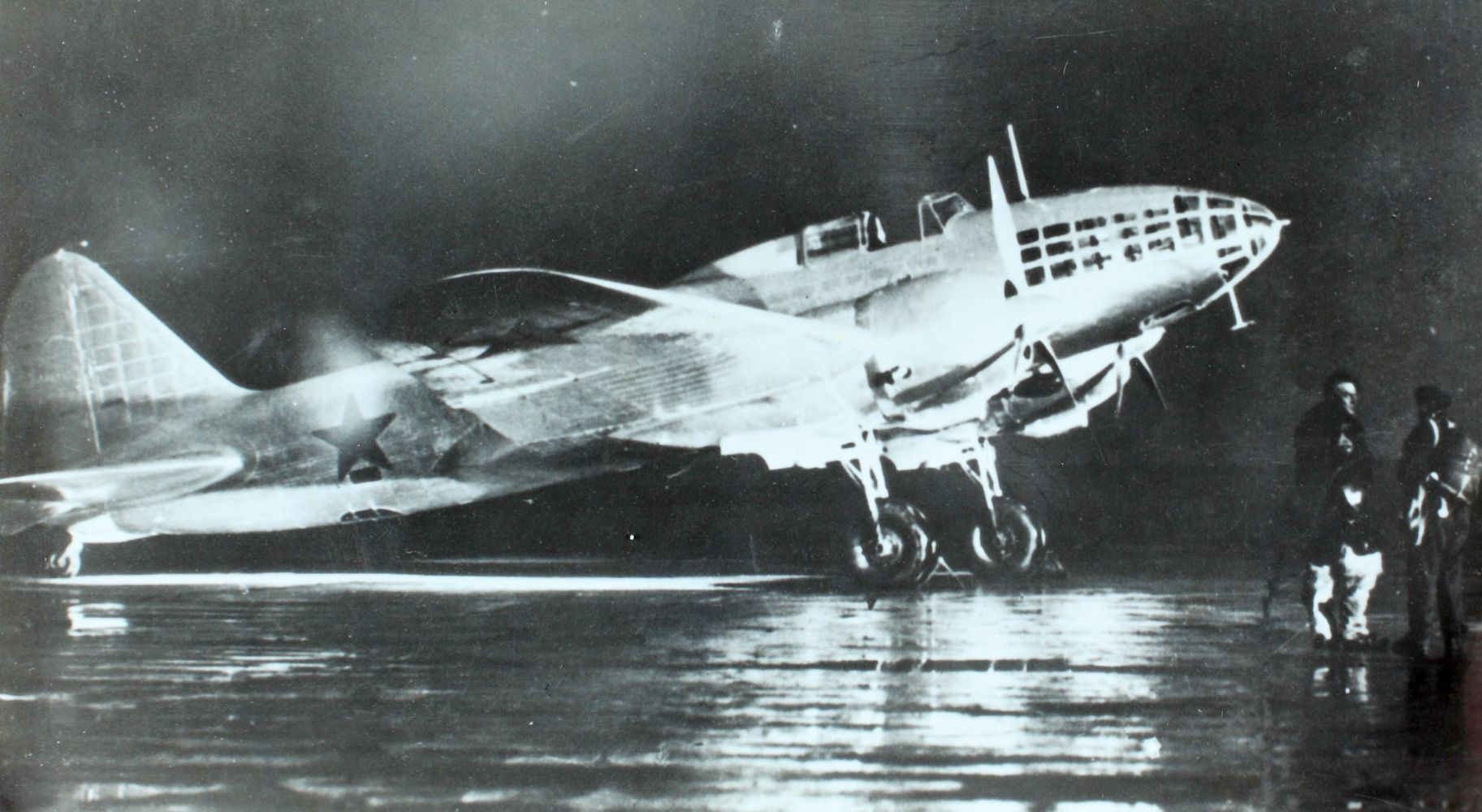
Самолёт Ил-4. На таком самолёте воины дивизии бомбили Кёнигсберг и Берлин.

16-я гвардейская бомбардировочная авиационная Сталинградская дивизия 26 декабря 1944 года преобразована из 6-й гвардейской авиационной Сталинградская дивизии Дальнего действия Директивой Генерального Штаба № орг.10/315706, от 26 декабря 1944 года, а 1-й гвардейский авиационный корпус дальнего действия, куда входила дивизия — в 1-й гвардейский бомбардировочный авиационный корпус.
Весь свой боевой путь дивизия прошла в составе 1-го гвардейского бомбардировочного авиационного корпуса 18-й воздушной армии. Сразу после переформирования в гвардейскую дивизия приняла участие в Будапештской операции.
В январе, феврале и марте 1945 года дивизия действовала в интересах 2-го и 3-го Белорусского фронтов, выполняя бомбардировки Данцига и Кёнигсберга. Базируясь на Минском аэроузле (Мачулище) дивизия принимала участие в боевых действиях составом двух полков: 6-го и 17-го гвардейских бомбардировочных полков. 326-й бомбардировочный авиационный полк, находясь в стадии формирования на самолётах Ер-2 в боевых действиях не участвовал. Всего за январь 1945 года дивизией сброшено 34 235 кг бомб и потерян один экипаж из состава 6-го гвардейского полка, за февраль 1945 года дивизией сброшено 36 030 кг бомб и потерян один экипаж из состава 17-го гвардейского полка, за март дивизией сброшено 65 805 кг бомб. Дивизия перебазировалась на аэродром Пружаны.
Дивизия, продолжая действовать в интересах 1-го, 2-го и 3-го Белорусского фронтов, 1-го Украинского фронта, 7 апреля впервые после длительного перерыва произвела дневной налёт на Кёнигсберг. Начиная с 8 апреля дивизия начала боевую работу по Пиллау, с 16 апреля — поддерживала войска при прорыве обороны противника в районе Кюстрина. В последующих вылетах дивизия бомбила Берлин. За апрель сброшено 354 205 кг бомб, потеряно 5 экипажей (3 в 6-м и 2 в 17-м гвардейских полках). В мае дивизия выполняла боевую работу по бомбардировке города и порта Свинемюнде, дивизия сбросила 18 000 кг бомб.

### Участие в операциях и битвах
- Будапештская наступательная операция — с 26 декабря 1944 года по 13 февраля 1945 года.
- Восточно-Померанская операция — с 10 февраля 1945 года по 4 апреля 1945 года.
- Кенигсбергская операция — с 6 апреля 1945 года по 9 апреля 1945 года.
- Берлинская наступательная операция — с 16 апреля 1945 года по 8 мая 1945 года.

### В действующей армии
В составе действующей армии дивизия находилась с 26 декабря 1944 года по 9 мая 1945 года.

### Командир дивизии
| Звание                | Имя                          | Период                                   | Примечание              |
| --------------------- | ---------------------------- | ---------------------------------------- | ----------------------- |
| Генерал-майор авиации | Чемоданов Степан Иванович    | 26 декабря 1944 года — февраль 1946 года | убыл а резерв кадров ДА |
| Генерал-майор авиации | Набоков Семён Константинович | февраль 1946 года — октябрь 1946 года    |                         |

### В составе объединений
| Дата          | Армия                               | Корпус                                              |
| ------------- | ----------------------------------- | --------------------------------------------------- |
| 26.12.1944 г. | 18-я воздушная армия                | 1-й гвардейский бомбардировочный авиационный корпус |
| 09.05.1945 г. | 18-я воздушная армия                | 1-й гвардейский бомбардировочный авиационный корпус |
| 10.06.1945 г. | 18-я воздушная армия                | 1-й гвардейский бомбардировочный авиационный корпус |
| 01.04.1946 г. | 1-я воздушная армия дальней авиации | 1-й гвардейский бомбардировочный авиационный корпус |

### Послевоенная история дивизии

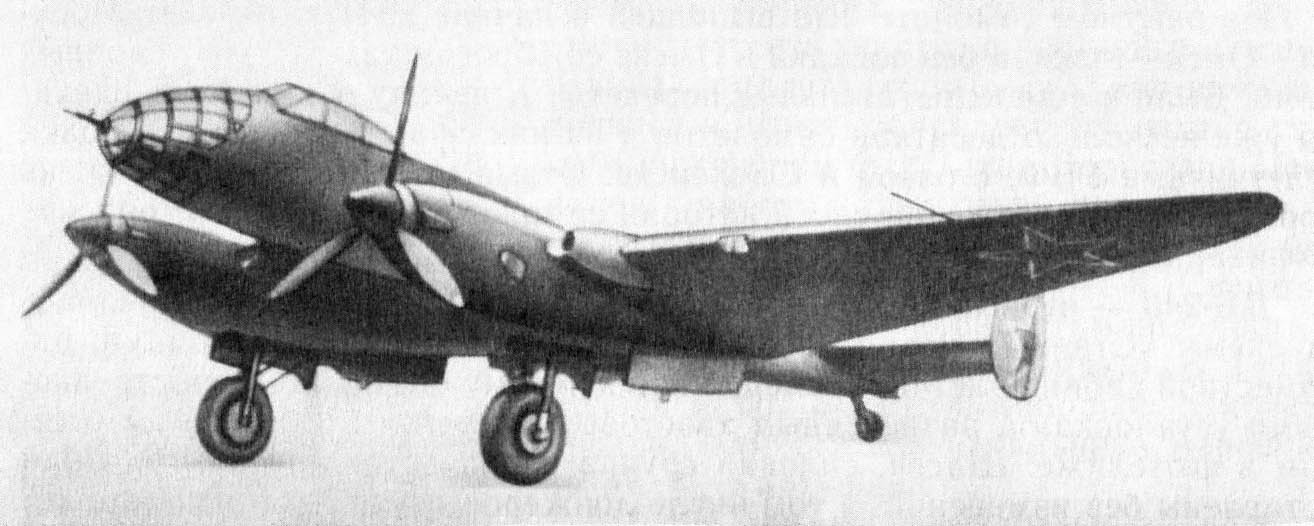
Самолёт Ер-2. На таком самолёте воины 326-го полка готовились к боевым действиям, но так и не успели сделать ни одного вылета.

После окончания войны дивизия входила в состав 1-го гвардейского бомбардировочного авиационного Смоленско-Берлинского корпуса 18-й воздушной армии. В апреле 1946 года дивизия расформирована в составе 1-го гвардейского бомбардировочного авиационного Смоленско-Берлинского корпуса 1-й воздушной армии дальней авиации, созданной на базе 3-й воздушной армии.
Полки (части) дивизии:
- 6-й гвардейский бомбардировочный авиационный Брянско-Берлинский Краснознамённый полк — в декабре 1945 года переименован в 158-й гвардейский бомбардировочный авиационный полк и передан в состав 55-й бомбардировочной авиационной дивизии 19-го бомбардировочного авиационного корпуса в апреле 1946 года с перебазированием на аэродром Ханко-2 (Хамсунг) в Северной Корее,
- 17-й гвардейский бомбардировочный авиационный Рославльский полк — в декабре 1945 года переименован в 169-й гвардейский бомбардировочный авиационный полк и передан в состав 33-й бомбардировочной авиационной дивизии в апреле 1946 года с перебазированием на аэродром Ханко-2 (Хамсунг) в Северной Корее,
- 326-й бомбардировочный авиационный полк — расформирован на аэродроме Пружаны.

## Части и отдельные подразделения дивизии
За весь период своего существования боевой состав дивизии не претерпевал изменения:
| Период                     | Наименование                                       | Вооружение                                              |
| -------------------------- | -------------------------------------------------- | ------------------------------------------------------- |
| 26.12.1944 — 01.04.1946 г. | 6-й гвардейский бомбардировочный авиационный полк  | Ил-4, переименован в 158-й гв. бап и передан в 55-ю бад |
| 26.12.1944 — 01.04.1946 г. | 17-й гвардейский бомбардировочный авиационный полк | Ил-4, переименован в 169-й гв. бап и передан в 33-ю бад |
| 26.12.1944 — 01.04.1946 г. | 326-й бомбардировочный авиационный полк            | Ер-2, расформирован                                     |

## Почётные наименования
- 6-му гвардейскому бомбардировочному авиационному Брянскому полку за отличия в боях при овладении столицей Германии городом Берлин приказом НКО СССР присвоено почётное наименование «Берлинский»[9].

## Награды
- 6-й гвардейский бомбардировочный авиационный Брянско-Берлинский полк Указом Президиума Верховного Совета СССР от 18 августа 1945 года награждён орденом «Боевого Красного Знамени».

## Благодарности Верховного Главнокомандующего
Воинам дивизии объявлены благодарности Верховного Главнокомандующего:
- За отличие в боях при овладении городом и крепостью Гданьск — важнейшим портом и первоклассной военно-морской базой немцев на Балтийском море[10].
- За отличие в боях при овладении крепостью и главным городом Восточной Пруссии Кенигсберг — стратегически важным узлом обороны немцев на Балтийском море[11].
- За отличие в боях при овладении городами Франкфурт-на-Одере, Вандлитц, Ораниенбург, Биркенвердер, Геннигсдорф, Панков, Фридрихсфелъде, Карлсхорст, Кепеник и вступление в столицу Германии город Берлин[12].

## Базирование
| Период               | Аэродром |
| -------------------- | -------- |
| 01.1945 — 13.03.1945 | Мачулище |
| 13.03.1945 — 05.1945 | Пружаны  |